# Аквилии
Аквилиите (на латински: Aquillii) са древноримски род (gens) с патрициански и плебейски клонове. Това е един от най-старите римски родове; негови представители, съвместно с представители от рода Вителии, участват в заговора за връщането на царската власт на Тарквиниите при самото основаване на Римската република, а неговият представител Гай Аквилий Туск е споменат като консул още през 487 пр.н.е.
Мъжете носят името Аквилий (Aquillius), a жените – Аквилия (Aquilia).
Когномен на тази фамилия са Корв (Corvus), Крас (Crassus), Флор (Florus), Гал (Gallus) и Туск (Tuscus).
Известни от фамилията:
- Гай Аквилий Туск, консул 487 пр.н.е., ръководи войска с победа против херниките
- Луций Аквилий Корв, консулски военен трибун 388 пр.н.е.
- Аквилий (трибун 286 пр.н.е.), народен трибун 286 пр.н.е., Lex Aquilia
- Гай Аквилий Флор, консул 259 пр.н.е.
- Публий Аквилий, народен трибун 211 пр.н.е.
- Маний Аквилий (консул 129 пр.н.е.), консул 129 пр.н.е.
- Маний Аквилий (консул 101 пр.н.е.), консул 101 пр.н.е.
- Гай Аквилий Гал, претор 66 пр.н.е., юрист
- Публий Аквил Гал, народен трибун 55 пр.н.е.
- Гай Аквилий Прокул, суфектконсул 90 г.
- Луций Стаций Аквилия, суфектконсул 116 г.
- Квинт Аквилий Нигер, консул 117 г.
- Аквилия (съпруга на Публий Метилий Секунд), съпруга на Публий Метилий Секунд, суфектконсул 123 г.
- Марк Метилий Аквилий Регул, консул 157 г.
- Аквилия Блезила, прабаба по майчина линия на Септимий Север
- Квинт Аквилий, два пъти консул при Каракала (211 – 217)
  - Юлия Аквилия Севера, втората съпруга (Августа, 220/221) на римския император Елагабал
- Корнелия Оптата Аквилия Флавия, съпруга на Луций Овиний Пакациан, майка на Оливия Патерна (* 220 г.)

Други:
- Аквила (Aquila)
- Акила (апостол 70) (Аквила от Синоп), превежда Стария завет 125 г. от еврейски на гръцки, от 70-те апостоли